# تارو غوتو
تارو غوتو (باليابانية: 後藤 太郎) (24 ديسمبر 1969 في هيروشيما في اليابان – )؛ هو لاعب كرة قدم ياباني سابق كان يلعب كلاعب وسط.

## وصلات خارجية
- تارو غوتو على موقع رابطة كرة القدم اليابانية للمحترفين (اليابانية)
- تارو غوتو على موقع عالم كرة القدم.نت (الإنجليزية)